# San Yan
Le San Yan (chinois 三言 ; pinyin Sān yán), ou les Trois propos (ou les « Trois Yan », le mot 言 figurant dans le titre de chacun des trois recueils) est un ensemble de trois recueil de huaben (récits en langue vulgaire) dus à Feng Menglong (1574-1645).
L'ensemble réunit cent vingt histoires publiées en trois volumes (quarante dans chaque) : Propos éclairants pour édifier le monde (喻世明言, Yushi mingyan, paru en 1620), aussi intitulées Contes anciens et modernes (古今小說, Guji xiaoshuo), Propos pénétrants pour avertir le monde (警世通言, Jongshi tongyan, paru en 1624) et Propos éternels pour éveiller le monde (醒世恆言, Xingshi hengyan, paru en 1627). Ces recueils ont été publiés à Suzhou. Les histoires sont pour partie tirées de sources antérieures, pour partie des créations de l'auteur.

## Présentation
Avec ces trois volumes, Feng Menglong place le huaben au rang des chefs-d'œuvre de la littérature chinoise, à l'égal des romans Au bord de l'eau et Les Trois Royaumes. Le premier volume a paru en 1620 sous le titre Guji xiaoshuo (Contes anciens et modernes). Son succès a conduit Feng Menglong à publier deux autres volumes, puis à rééditer le premier sous le titre Yushi mingyan. L'ensemble comprend des huaben datant des Song et des Yuan, retravaillés par Feng, et des créations de l'auteur (c'est le genre appelé ni huaben, ou « huaben à l'ancienne »). Ces huaben sont écrits en langue parlée (le baihua). La diversité des contes (histoires policières, histoires d'amour, anecdotes...) offre un extraordinaire et vivant tableau de la vie citadine de l'époque, intéressant non seulement la littérature, mais aussi la sociologie, l'économie, la religion, etc.
Feng Menglong a conçu son œuvre en imitant un recueil antérieur de huaben, les Contes de la montagne sereine, composé par Hong Pian. Feng Menglong est l'auteur de près d'une quarantaine des contes qui se trouvent dans ses recueils. Il s'est inspiré pour une partie de ceux-ci de contes classiques. Les personnages de ses contes sont pour partie des figures historiques ayant fait preuve de générosité ou de patriotisme, d'autres sont des lettrés de haut rang, tels Wang Anshi ou Su Shi, d'autres encore des lettrés à la carrière ratée, à l'image de celle de l'auteur. La fidélité en amour ou la justice rétributive (en) y sont des thèmes courants.

## Propos éternels pour éveiller le monde
Dans ce dernier volume paru en 1627, vingt-deux des contes sont probablement l'œuvre d'un autre auteur, Xi Langxian. Ce sont principalement des contes à thématique religieuse, bouddhiste ou taoïste, et confucéenne. Quelques autres histoires, dont Le Vendeur d'huile qui conquiert Reine-de-Beauté, pourraient avoir été écrites par un troisième auteur, dont on ne connaît pas le nom.

### Le Vendeur d'huile qui conquiert Reine-de-Beauté

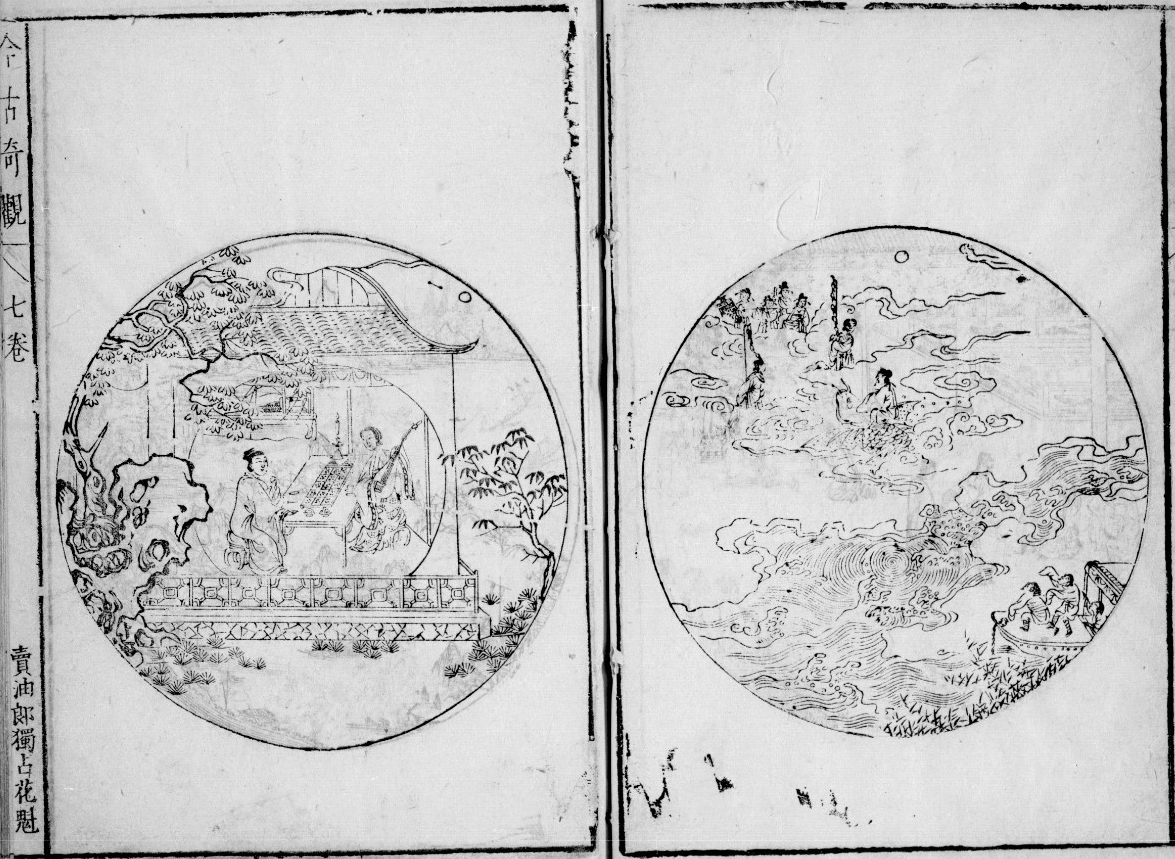
Le vendeur d'huile qui seul possède la reine de beauté (à gauche), illustration du recueil Spectacles curieux d'aujourd'hui et d'autrefois (Jingu qiguan), 1640-1644.

Le Vendeur d'huile qui conquiert Reine-de-Beauté (Maiyou Lang du zhan Huakui) est l'un des plus fameux récits de cet ensemble (le troisième du troisième recueil). Le récit se déroule dans le monde des lupanars avec ses prostituées (Reine-de-Beauté) et ses clients, et, bien que censée se dérouler sous la dynastie Song, offre ainsi un tableau des mœurs de la fin de la dynastie Ming.
Le dramaturge Li Yu, ami de Feng, s'en est inspiré pour écrire l'une de ses pièces, À la conquête de Reine-de-Beauté. L'écrivain Li Yu a de son côté parodié le texte avec La Reine de cupidité. L'histoire a été adaptée de nombreuses fois et fait partie du répertoire des opéras de Pékin et Shanghai.

### Li l'Exilé du ciel
Ivre, Li l'Exilé du ciel, par une lettre effraie les barbares est le neuvième conte du troisième recueil. Son personnage principal en est le poète Li Bai, surnommé l'Exilé du ciel.

## Traductions en français
- Le Serpent blanc, Éditions en langues étrangères, Pékin, 1994 Quatorze récits extraits des Histoires pour mettre en garde
- La vengeance de Cai Ruihong, Éditions en langues étrangères, Pékin, 1995 Treize récits extraits des Histoires pour éveiller
- Spectacles curieux d'aujourd'hui et d'autrefois (Jingu qiguan), traduits par Rainier Lanselle, Gallimard, coll. « Bibliothèque de la Pléiade », 1996  (ISBN 2-07-011332-9). Anthologie des Trois propos et du Pai'an jingqi
- Le Vendeur d'huile qui conquiert Reine de Beauté :
  - (fr + zh) Le vendeur d'huile qui seul possède la Reine-de-beauté, ou Splendeurs et misères des courtisanes chinoises : roman chinois, traduction de Gustaaf Schlegel, 1877. [lire en ligne]
  - Le Vendeur d'huile qui conquiert Reine de Beauté, traduction sous la direction de Jacques Reclus, Centre de publication Asie orientale, 1976, rééd. Philippe Picquier, 1990.